# Hypoxis gardneri
Hypoxis gardneri är en enhjärtbladig växtart som beskrevs av Rodney John Francis Henderson. Hypoxis gardneri ingår i släktet Hypoxis och familjen Hypoxidaceae. Inga underarter finns listade i Catalogue of Life.